# Cozes
Cozes is een gemeente in het Franse departement Charente-Maritime (regio Nouvelle-Aquitaine). De plaats maakt deel uit van het arrondissement Saintes. Cozes telde op 1 januari 2022 2.223 inwoners.

## Geografie
De oppervlakte van Cozes bedroeg op 1 januari 2022 16,56 vierkante kilometer; de bevolkingsdichtheid was toen 134,2 inwoners per km².
De onderstaande kaart toont de ligging van Cozes met de belangrijkste infrastructuur en aangrenzende gemeenten.

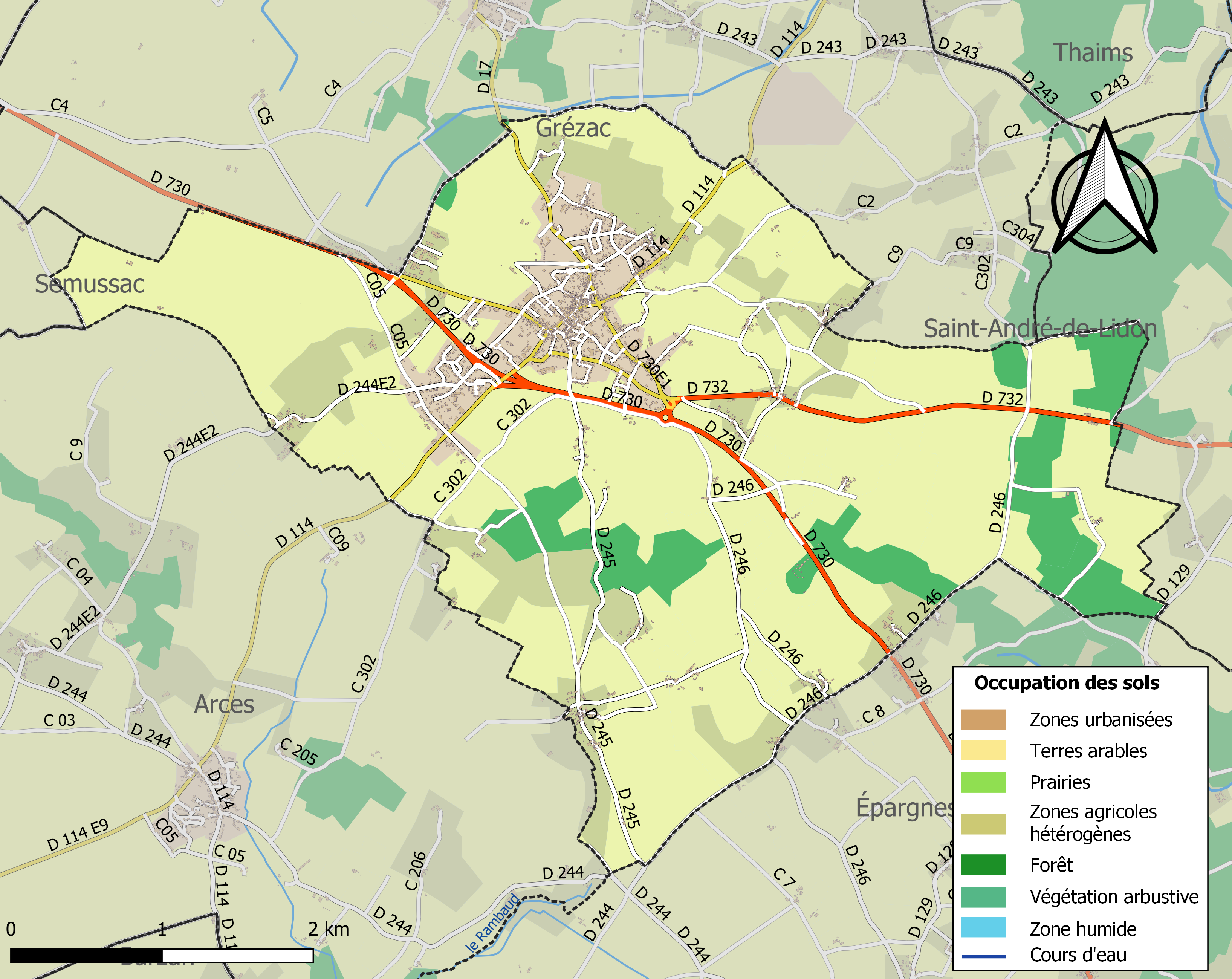

## Demografie
Onderstaande figuur toont het verloop van het inwonertal (bron: INSEE-tellingen).